# Epamera mermis
Epamera mermis är en fjärilsart som beskrevs av Druce 1896. Epamera mermis ingår i släktet Epamera och familjen juvelvingar. Inga underarter finns listade i Catalogue of Life.